# British Academy Television Awards de 2020
O British Academy Television Awards de 2020 aconteceu em 31 de julho de 2020, e foi transmitido ao vivo pelo canal BBC One. Os indicados foram anunciados dia 4 de junho.

## Vencedores
| Melhor Série de Drama | Melhor Mini-Série |
| --- | --- |
| - The End of the F***ing World (Netflix/Channel 4) - The Crown (Netflix) - Gentleman Jack (HBO/BBC One) - Giri/Haji (BBC Two) | - Chernobyl (Sky Atlantic) - A Confession (ITV) - The Virtues (Channel 4) - The Victim (BBC One) |
| Melhor Drama Único | Melhor Novela e Drama Continuado |
| - The Left Behind (BBC Three) - Brexit: The Uncivil War (Channel 4) - Elizabeth Is Missing (Channel 4) - Responsible Child (BBC Two) | - Emmerdale (ITV) - EastEnders (BBC One) - Coronation Street (ITV) - Holby City (BBC One) |
| Melhor Ator | Melhor Atriz |
| - Jared Harris – Chernobyl como Valery Legasov (HBO/Sky Atlantic) - Callum Turner – The Capture como Shaun Amery (BBC One) - Stephen Graham – The Virtues como Joseph (Channel 4) - Takehiro Hira – Giri/Haji como Kenzo Mori (BBC Two)          | - Glenda Jackson – Elizabeth Is Missing como Maud (BBC One) - Jodie Comer – Killing Eve como Villanelle (BBC One) - Suranne Jones – Gentleman Jack como Anne Lister (HBO/BBC One) - Samantha Morton – I Am Kirsty como Kirsty (Channel 4) |
| Melhor Ator Coadjuvante | Melhor Atriz Coadjuvante |
| - Will Sharpe – Giri/Haji como Rodney (BBC Two) - Joe Absolom – A Confession como Christopher Halliwell (ITV) - Stellan Skarsgard – Chernobyl como Boris Shcherbina (HBO/Sky Atlantic) - Josh O'Connor – The Crown como Prince Charles (Netflix) | - Naomi Ackie – The End of the F***ing World como Bonnie (Channel 4) - Helen Behan – The Virtues como Anna (Channel 4) - Helena Bonham Carter – The Crown as Princess Margaret (Sky Atlantic) - Jasmine Jobson – Top Boy como Jaq (Neflix) |
| Melhor Performance Masculina de Comédia | Melhor Performance Feminina de Comédia |
| - Jamie Demetriou – Stath Lets Flats como Stath (Channel 4) - Guz Khan – Man Like Mobeen como Mobeen (BBC Three) - Ncuti Gatwa – Sex Education como Eric Effiong (Netflix) - Youssef Kerkour – Home como Sami (Channel 4)                        | - Sian Clifford – Fleabag como Claire (BBC Three) - Phoebe Waller-Bridge – Fleabag como Fleabag (BBC Three) - Gbemisola Ikumelo – Famalam como Various characters (BBC Three) - Sarah Kendall – Frayed como Sammy Cooper (BBC Three) |
| Melhor Comédia Roteirizada | Melhor Comédia e Programa de Entretenimento de Comédia |
| - Stath Lets Flats (Channel 4) - Catastrophe (Channel 4) - Derry Girls (Channel 4) - Fleabag (BBC Three) | - Taskmaster (Dave) - The Graham Norton Show (BBC One) - The Last Leg (Channel 4) - The Ranganation (BBC Two) |
| Melhor Performance de Entretenimento | Prêmio Lew Grade Award de Programa de Entretenimento |
| - Mo Gilligan – The Lateish Show with Mo Gilligan (Channel 4) - Graham Norton – The Graham Norton Show (BBC One) - Lee Mack – Would I Lie to You? (BBC One) - Frankie Boyle – Frankie Boyle's New World Order (BBC One)                          | - Strictly Come Dancing (BBC One) - The Greatest Dancer (BBC One) - The Rap Game UK (BBC Three) - The Voice UK (ITV) |
| Melhor Série ou Segmento Factual | Prêmio Huw Wheldon de Especialista em Fatos |
| - Leaving Neverland (Channel 4) - Crime and Punishment (Channel 4) - Don't F**k With Cats: Hunting an Internet Killer (Netflix) - Our Dementia Choir with Vicky McClure (BBC One)                                                                | - Yorkshire Ripper Files: A Very British Crime Story (BBC Four) - 8 Days: To the Moon and Back (BBC Two) - Seven Worlds, One Planet (BBC One) - Thatcher (BBC Two) |
| Prêmio Robert Flaherty de Documentário Único | Melhor Participação |
| - The Last Survivors (BBC Two) - The Abused (Channel 5) - David Harewood: Psychosis and Me (BBC Two) - The Family Secret (Channel 4) | - The Misadventures of Romesh Ranganathan (BBC Two) - Joe Lycett's GotYour Back (Channel 4) - Mortimer & Whitehorse (BBC Two) - Snackmasters (Channel 4) |
| Melhor Reality e Fato Criado | Melhor Evento Ao Vivo |
| - Race Across the World (BBC Two) - Celebrity Gogglebox (Channel 4) - Harry's Heroes: The Full English (ITV) - RuPaul's Drag Race UK (BBC Three)                                                                                                 | - Blue Planet Live (BBC One) - Election 2019 Live: The Results (ITV) - Glastonbury Festival 2019 (BBC Two) - Operation Live (Channel 5) |
| Melhor Cobertura Jornalística | Melhores Assuntos Atuais |
| - Hong Kong (Sky News) - ITV News at Ten: Election Results (ITV) - Prince Andrew & The Epstein Scandal (ITV) - Victoria Derbyshire: Men Who Lost Loved Ones to Knife Crime (BBC Two)                                                             | - Undercover: Inside China's Digital Gulag (Exposure) (ITV) - Growing Up Poor: Britain's Breadline Kids (Dispatches) (Channel 4) - The Hunt for Jihadi John (HBO/Channel 4) - Is Labour Anti-Semitic? (Panorama) (BBC/BBC One) |
| Melhor Esporte | Melhor Programa de Curta Duração |
| - 2019 Rugby World Cup Final: England v South Africa (ITV) - ICC Cricket World Cup Final (Sky Sports Cricket) - FIFA Women's World Cup 2019 Semi Final: England v USA (BBC One) - Wimbledon 2019 Men's Final (BBC One)                           | - Brain in Gear (BBC iPlayer) - Anywhere but Westminster (The Guardian) - Soon Gone: A Windrush Chronicle (BBC Four) - Toni_with_an_I (BBC Four) |
| Melhor Programa Internacional | Momento Imperdível da TV |
| - When They See Us (Netflix) - Euphoria (HBO/Sky Atlantic) - Succession (Sky Atlantic) - Unbelievable (Netflix) | - Gavin & Stacey – "Nessa pede a mão de Smithy" (BBC One) - Coronation Street – "Morte do Sinead Osbourne" (ITV) - Fleabag – "A cena do Confessionário" (BBC Three) - Game of Thrones – "Arya mata o Night King" (HBO/Sky Atlantic) - Love Island – "Michael se recupera depois do Casa Amor" (BBC One) - Line of Duty – "A Morte de John Corbet" (ITV2) |